# Diphtherocome minor
Diphtherocome minor är en fjärilsart som beskrevs av W. Warren 1909. Diphtherocome minor ingår i släktet Diphtherocome och familjen nattflyn. Inga underarter finns listade i Catalogue of Life.